# Club de Remo Rianxo
El Club de Remo Rianxo es un club deportivo gallego que ha disputado regatas en todas las categorías y modalidades de banco fijo, bateles, trainerillas y traineras desde su fundación en 1982. En 2018 participará en la primera categoría de la Liga Gallega de Traineras tras haber finalizado en noveno lugar en 2017.

## Palmarés
- 4 oros en el Campeonato de España de Bateles (2011 y 2012 - Juvenil, 2010 - Cadete, 2016 - Infantil).[3] 2 oros en el campeonato gallego de alevines (2017 y 2019)
- 2 plata en el Campeonato de España de Bateles (1983 y 2019 - Infantil y cadete femenino.).[3]